# خشایارشای دوم
خَشایارشای دوم (به پارسی باستان: 𐎧𐏁𐎹𐎠𐎼𐏁𐎠) هفتمین شاهنشاه هخامنشی بود که در سال ۴۲۴ پیش از میلاد، تنها به‌مدت ۴۵ روز فرمانروایی کرد و به‌دست برادر ناتنی‌اش سغدیانه کشته شد. وی تنها پسر اردشیر یکم از ملکه داماسپیا بود و در دوران شاهنشاهی اردشیر، جانشین رسمی او بود که پس از مرگ پدر برای زمانکوتاه به تخت شاهنشاهی رسید.
نام خشایارشا از دو بخش خشای به معنای «فرمان‌روا» و آرشا به معنای «قهرمان‌مرد» پدید آمده‌است. معنای این نام می‌تواند «کسی که در میان شاهان پهلوان است» یا «فرمانروای قهرمانان» باشد.

## نام
خشایارشا در زبان یونانی به‌صورت Xérxēs و در زبان فارسی باستان x-š-y-a-r-š-a تلفظ می‌شده‌است که صورت فارسی باستان آن از دو بخش خشای به معنای «فرمان‌روا» و آرشا به‌معنای «قهرمان‌مرد» پدید آمده‌است. معنای این نام می‌تواند «کسی که در میان شاهان پهلوان است» یا «فرمانروای قهرمانان» باشد.
ابوریحان بیرونی در آثارالباقیه نام خشایارشای دوم را به‌صورت «خسرو الثانی» ذکر کرده‌است و از آن‌جایی که نام خشایارشای یکم را نیز به‌صورت «اخشورش» و «خسرو الأول» ضبط کرده‌است، مشخص می‌شود که منظور وی از «خسرو الثانی»، خشایارشای دوم بوده‌است؛ ابن عبری نیز از وی تحت نام «اَخشیرُش الثانی» یاد کرده‌است.

## خانواده و تبار
خشایارشا تنها فرزند اردشیر یکم و ملکه داماسپیا بود و در دوران پادشاهی اردشیر، ولیعهد وی محسوب می‌شد. وی ۱۶ برادر دیگر هم داشت که همگی از همسران غیررسمی اردشیر به دنیا آمده‌بودند. مهم‌ترین این همسران آلوگونه، مادر سغدیانوس؛ کوسمارتیدن، مادر داریوش دوم؛ و آندریا، مادر باگاپائوس و شاهزاده پاریساتیس بودند. یکی از خواهران ناتنی وی به‌نام شاهزاده پروشات (پاریساتیس) نیز در دربار دو تن از شاهان هخامنشی، داریوش دوم و اردشیر دوم، از قدرت و نفوذ بسیاری برخوردار بود.
پیر بریان دلیل اینکه خشایارشا تنها فرزند اردشیر و داماسپیا بوده را احتمالاً مرگ فرزندان دیگر در سنین کودکی می‌داند، همانگونه که ۱۳ تن از فرزندان داریوش دوم در کودکی مرده بودند.
نام همسر خشایارشا نامشخص است. وی دارای دختری بوده که بعدها با شخصی به‌نام هیرامنس ازدواج کرد ولی نام این دختر نیز در منابع ذکر نشده‌است.

## دوره شاهنشاهی

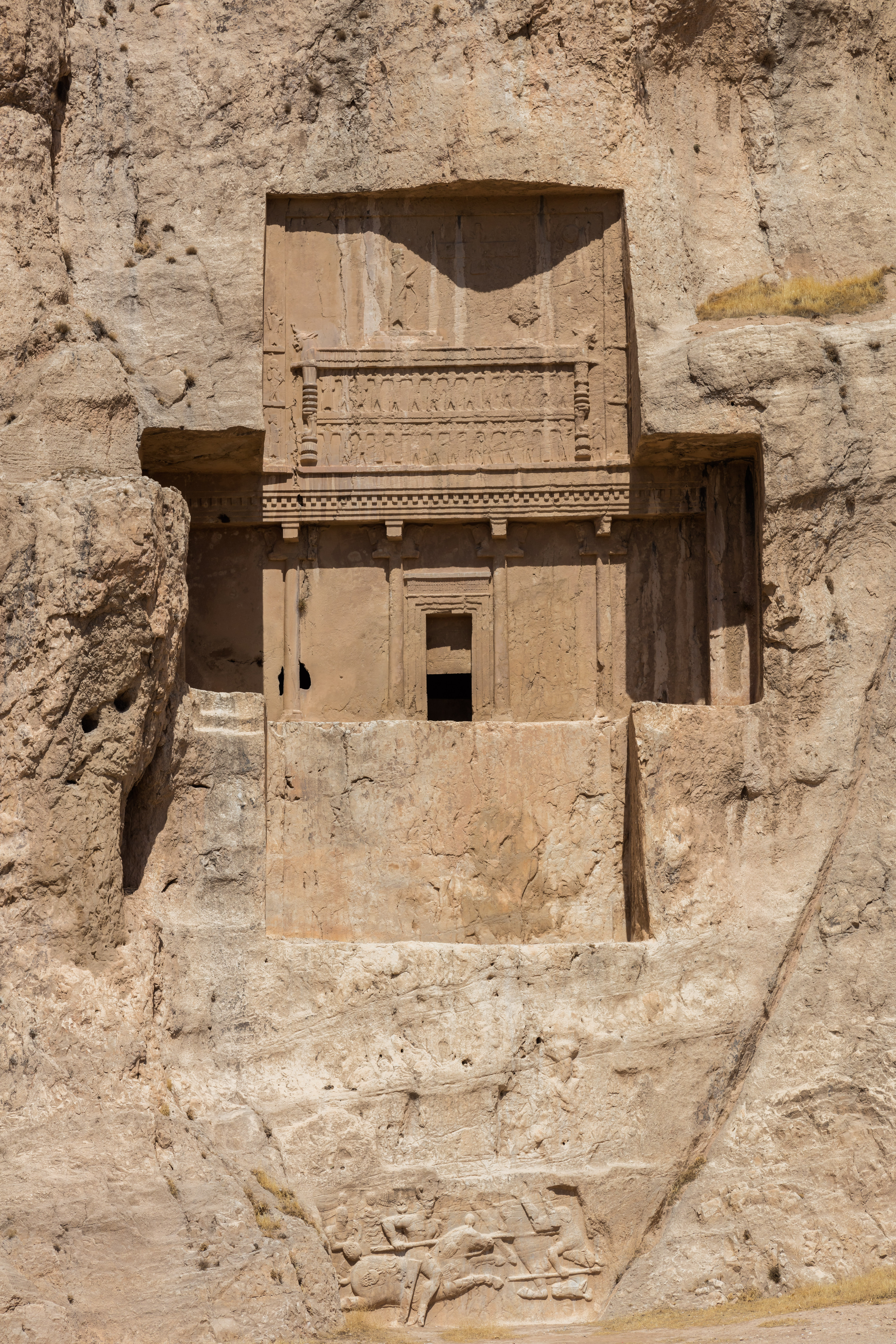
آرامگاه اردشیر یکم که گمان‌می‌رود داماسپیا و خشایارشای دوم درآن خاکسپاری شده‌اند

کتزیاس مدت پادشاهی خشایارشا را ۴۵ روز می‌داند ولی دیودور سیسیلی معتقد است که وی ۱ سال پادشاهی کرد؛ هرچند که می‌گوید برخی اعتقاد دارند مدت حکومت وی ۲ ماه بوده‌است. امروزه همهٔ پژوهشگران دیدگاه کتزیاس را پذیرفته‌اند و مدت پادشاهی وی را ۴۵ روز می‌دانند.
خشایارشا پس از پدرش اردشیر یکم به پادشاهی رسید. وی که تنها پسر قانونی اردشیر بود، در دوران پادشاهی پدرش ولیعهد او بود و پس از رسیدن به پادشاهی، حکومتش توسط سغدیانه تهدید شد. سغدیانه به‌همراه فرناکواس، منوستانس و چند تن دیگر، توطئه‌ای علیه خشایارشا ترتیب داد و «هنگامی که وی در کاخ خود مست و مدهوش آرمیده‌بود» به قتل رسید. براساس الواح بابلی فاصلهٔ بین مرگ اردشیر یکم تا به پادشاهی رسیدن داریوش دوم، از پایان دسامبر ۴۲۴ پیش از میلاد تا فوریهٔ ۴۲۳ پیش از میلاد تاریخ‌گذاری می‌شود و می‌توان مشخص کرد که حوادث مربوط به پادشاهی خشایارشای دوم و سغدیانه، در این تاریخ‌ها روی داده‌است.
پیر بریان عقیده دارد که پس از به پادشاهی رسیدن خشایارشا، سغدیانه و اُخُس همزمان علیه وی شوریدند و اشرافیان نیز هرکدام به طرفداری از یک شاهزاده برخاستند و دلیل پیروزی اخس بر آن دوی دیگر، این بود که وی توانسته بود اشرافیان قدرت‌مندتر و مهمتری را در اردوی خویش جذب کند.
کتزیاس می‌گوید که جنازهٔ خشایارشا را همراه با جنازهٔ پدر و مادرش، در یک روز در پارس دفن کردند. اردشیر و همسرش داماسپیا در یک روز درگذشتند و در آرامگاهی در نقش رستم دفن شدند و احتمالاً خشایارشا نیز در کنار در آن‌ها دفن شده‌باشد.

## منبع‌شناسی برای زندگانی خشایارشای دوم
به‌دلیل کوتاه بودن دوران شاهنشاهی خشایارشا، هیچ‌گونه منبع مستقیمی به زندگی و دوران شاهنشاهی وی نپرداخته‌است و گزارش‌های تاریخی دربارهٔ او، به‌روشی کوتاه و گذرا و در خلال گزارش‌های دیگر شاهان هخامنشی آمده‌اند. در میان اسناد بابلی نیز هیچ‌گونه اشاره‌ای از خشایارشای دوم وجود ندارد و در این اسناد، نام وی به‌عنوان شاه هخامنشی ثبت نشده‌است.